# Pride (In the Name of Love)
«Pride (In the Name of Love)» — пісня, ірландського рок-гурту, U2 була випущена у вересні, 1984 року. Перший сингл, з студійного альбому The Unforgettable Fire. Пісня присвячена проповіднику на ім'я, Мартін Лютер Кінг, відгуки до цієї пісні у критиків, були різними, але вона стала одною, із комерційних пісень гурту. Пісня знаходиться на 378 місці.
Вона входить в Список 500 найкращих пісень усіх часів за версією журналу Rolling Stone.

## Позиція в чартах
| Чарт (1984)                   | Позиція |
| ----------------------------- | ------- |
| Canada RPM Top 100            | 27      |
| Dutch Mega Cgarts             | 5       |
| Irish Singles Chart           | 2       |
| New Zeland Singles Chart      | 1       |
| Norwegion Singles Chart       | 7       |
| Swedish Singles Chart         | 12      |
| UK Singles Chart              | 3       |
| USA Billboard Hot 100         | 33      |
| USA Billboard Mainstreem Rock | 2       |